# José Gerardo Galeote Quecedo
José Gerardo Galeote Quecedo (São Paulo, 27 de gener de 1957) és un polític i advocat espanyol pertanyent al Partit Popular, al que es va afiliar en 1989. És fill de José Galeote i germà de Ricardo Galeote, ambdós implicats en el cas Gürtel. Està casat i té dos fills.

## Biografia
Es va llicenciar en Dret per la Universitat Complutense i ha exercit la docència en la UNED i en el Col·legi Universitari Cardenal Cisneros. Especialitzat en dret comunitari, fou assessor de relacions internacionals del Partit Popular, secretari general adjunt del Partit Popular Europeu el 1993 i assessor del grup parlamentari del PPE entre 1987 i 1990.
Va ser elegit diputat del Partit Popular a les eleccions al Parlament Europeu de 1994, 1999 i 2004. En el Parlament Europeu ha estat president de la Delegació per a les relacions amb els països de Sud-amèrica (1994-1996), de la Delegació per a les Relacions amb Israel (1999-2002), de la Delegació per a les Relacions amb els Països del Magrib i la Unió del Magrib Àrab (2002-2004), de la Comissió de Desenvolupament Regional (2004-2009) i de la Conferència de Presidents de Comissió (2007-2009). A les eleccions europees de 2004 va estar en el lloc número 3 de les llistes del PP. Però la seva implicació en el Cas Gürtel va suposar la seva exclusió de les llistes europees del 7 de juny de 2009, convertint-se en el polític amb el tercer millor sou del PP, com assessor de Presidència.
És vocal de la Fundació per a l'Anàlisi i els Estudis Socials (FAES), i vicepresident de la Fundació d'Estudis Europeus.

## Escàndol del compte a Luxemburg de l'Associació d'Estudis Europeus
Al febrer de 2003, Galeote va obrir un compte a Luxemburg a nom de l'Associació d'Estudis Europeus de la qual n'era president. En aquest compte, 26 eurodiputats del grup popular europeu aportaven mensualment 3.000 euros cadascun, equivalent a un total de 78.000 euros al mes, diners procedents d'una assignació mensual de 12.305 euros concedida pel Parlament Europeu als seus membres per a la contractació d'assistents.
Encara que l'eurodiputat va assegurar que no existia cap irregularitat i que els diners eren destinats "íntegrament a pagar als assistents -que són nou, a més d'una secretària i un becari-", també va admetre que “un petit remanent” dels ingressos no es destinaven a aquestes finalitats de contractació, sinó que anaven a parar a les arques del partit, la qual cosa estava expressament prohibida per la normativa de l'Eurocambra.
L'aleshores president del govern José María Aznar va demanar explicacions a Galeote en assabentar-se de l'existència del compte, i el PP estatal va decidir tancar el compte i traslladar-lo a Madrid.

## Implicació en el cas Gürtel
En l'acte de remissió de la causa al Tribunal Superior de Justícia de Madrid, el jutge Baltasar Garzón, primer instructor del cas Gürtel, va xifrar els diners que Galeote podria haver rebut de les empreses de les quals era propietari Francisco Correa en 652.310 euros. Segons el jutge, Galeote hauria rebut aquesta quantitat "directa i indirectament", perquè hi havia indicis que part dels diners (24.000 euros) s'havia destinat a l'adquisió de vehicles "bé directament o bé a través de la seva esposa, Lourdes Semprún"
La Fiscalia li atribueix el cobrament de 74.500 euros de la trama Gürtel entre 1996 i 2001.
Atès que els últims cobraments es remuntarien a l'any 2003, tret que apareguin nous indicis contra ell la Fiscalia Anticorrupció no podrà sol·licitar al jutge del Tribunal Superior de Justícia de Madrid (TSJM), Antonio Pedreira, la seva imputació en el cas, ja que els delictes que podria haver comès a través de la trama Gürtel haurien prescrit.